# 沉睡谷公墓
沉睡谷公墓（Sleepy Hollow Cemetery）是美国纽约州沉睡谷的一个公墓。《沉睡谷传奇》作者華盛頓·歐文也安葬于此，但其小说中的墓地并不是这里，而是附近的沉睡谷老荷兰教堂（Old Dutch Church of Sleepy Hollow）墓园。公墓修造于1849年，本名是柏油村公墓（Tarrytown Cemetery），后为纪念欧文而更名为沉睡谷公墓。它于2009年列入美国國家史蹟名錄。